# Tinovul de la Dealul Albinelor
Tinovul de la Dealul Albinelor este o arie protejată (arie specială de conservare — SAC, sit de importanță comunitară — SCI) din România, desemnată în scopul protejării biodiversității și menținerii într-o stare de conservare favorabilă a florei spontane și faunei sălbatice, precum și a habitatelor naturale de interes comunitar aflate în arealul zonei de protecție. Aceasta este situată în estul Transilvaniei, pe teritoriul administrativ al județului Harghita.

## Localizare
Aria naturală se află în extremitatea vestică a județului Harghita (aproape de limita teritorială cu județul Mureș, pe teritoriul administrativ al comunei Joseni, în apropierea drumului național DN13B, care leagă municipiul Gheorghieni de localitatea Praid.

## Înființare
Zona a fost declarată sit de importanță comunitară prin Ordinul Ministerului Mediului și Dezvoltării Durabile Nr.1964 din 13 decembrie 2007 (privind instituirea regimului de arie naturală protejată a siturilor de importanță comunitară, ca parte integrantă a rețelei ecologice europene Natura 2000 în România) și se întinde pe o suprafață de 29,6 hectare. Situl a fost protejat și ca arie specială de conservare în mai 2022.

## Biodiversitate
Situl reprezintă o zonă montană cu pajiști naturale, turbării, râuri, păduri de conifere și păduri în amestec (încadrată în bioregiunea alpină a Munților Gurghiului, unitate de relief a Carpaților Moldo-Transilvani, ce aparțin lanțului muntos al Carpaților Orientali); ce conservă habitate naturale de tip: Păduri acidofile de Picea abies din regiunea montană (Vaccino-Piceetea) și Turbării cu vegetație forestieră și protejează arboret cu specii predominante de molid (Picea abies), care vegetează în asociere cu mesteacăn (Betula pendula), mesteacăn pufos (Betula pubescens) și scoruș de munte (Sorbus aucuparia).

## Căi de acces
- Drumul național DN13B pe ruta: Gheorgheni - Joseni - Borzont - Bucin.

## Monumente și atracții turistice
În vecinătatea sitului se află câteva obiective de interes istoric, cultural și turistic; astfel:

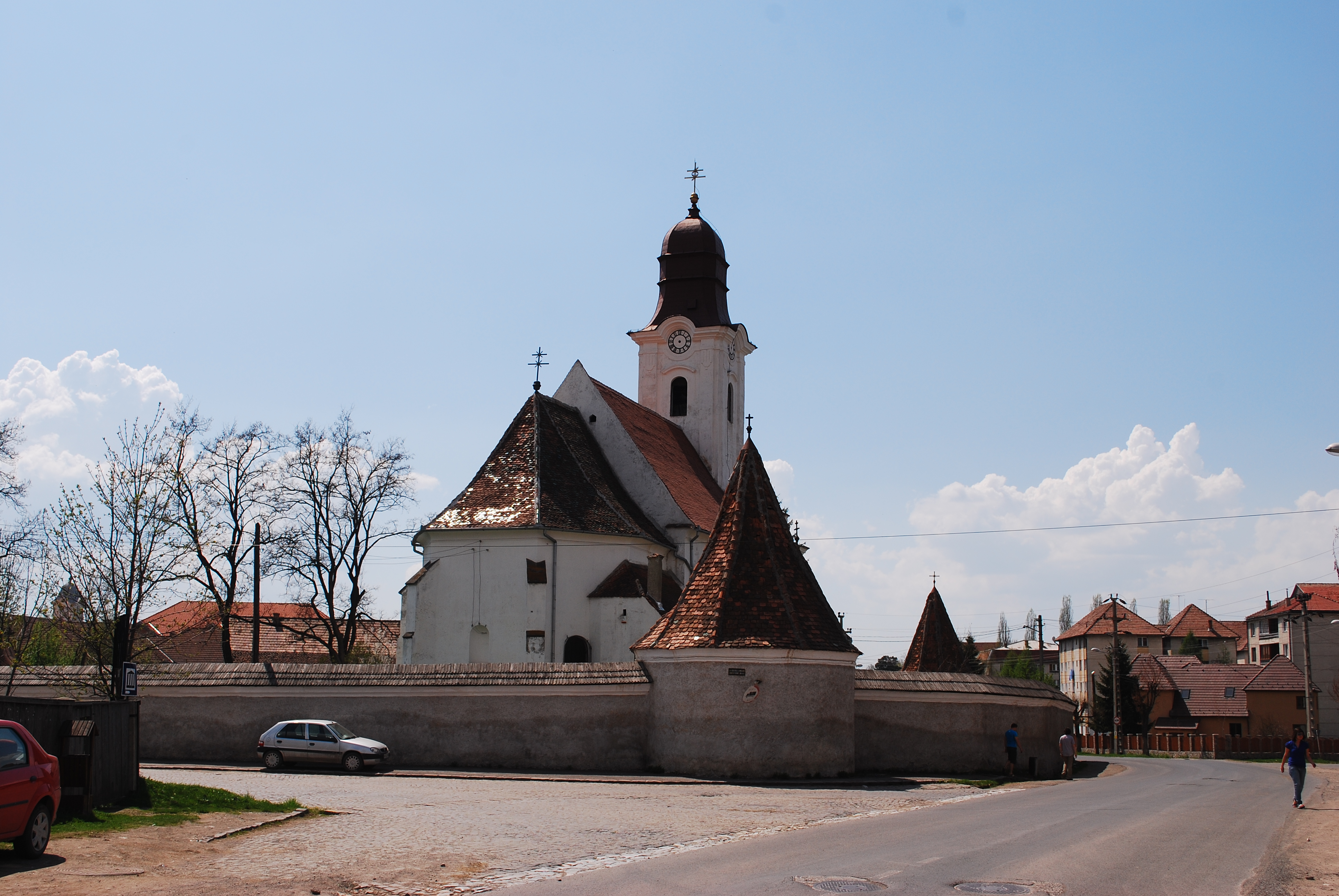
Biserica armenească din Gheorgheni

- Biserica romano-catolică Sf. Ecaterina din Ditrău, construcție 1747, monument istoric.
- Ansamblul bisericii armeano-catolice "Nașterea Maicii Domnului" (Biserica armenească, capela și clopotnița de lemn a bisericii), construcție secolul al XVII-lea, monument istoric.
- Ansamblul bisericii romano-catolice "Sf. Nicolae" din Gheorgheni (biserica și casa parohială), construcție sec. XV - XVIII, monument istoric.
- Biserica "Sf. Gheorghe" din Gheorgheni, construcție 1929 - 1937, monument istoric.
- Muzeul orășenesc "Tarisznyas Marton" (fosta casă Vertan) din Gheorgheni, construcție 1770 - 1787, monument istoric.
- Moară de apă și piuă (satul Remetea) construite în anul 1875, monumente istorice.
- Parcul Național Cheile Bicazului - Hășmaș
- Rezervațiile naturale: Cheile Bicazului și Lacul Roșu și Piemontul Nyíres de la Borzont.